# Charles-Augustin Coulomb
Pour les articles homonymes, voir Coulomb (homonymie).
Charles-Augustin Coulomb,,,, né le 14 juin 1736 à Angoulême et mort le 23 août 1806 à Paris, est un officier, ingénieur et physicien français. Il est passé à la postérité pour la formulation précise des lois du frottement solide, et pour l'invention du pendule de torsion, dynamomètre de précision qui lui permit de formuler la loi d'attraction entre solides électrisés. Il est par ailleurs l'une des personnalités les plus marquantes de l'histoire des sciences et des techniques grâce à ses nombreuses œuvres, allant des phénomènes de l'électricité, du magnétisme à l'étude de la mécanique appliquée (frottements, équilibres de poussée-butée et résistance des matériaux).

## Biographie
Charles-Augustin Coulomb,,, (ou Charles-Augustin de Coulomb) est le fils d'Henry Coulomb, inspecteur des domaines royaux originaire de Montpellier, et de Catherine Bajet. Il étudie à Paris au collège des Quatre-Nations, bien que sa famille n'appartienne pas à strictement parler à l'aristocratie. Les cours de mathématiques de Pierre Charles Le Monnier le décident à se détourner de la médecine. Déshérité, il rejoint la famille de son père à Montpellier et participe de 1757 à 1759 aux travaux de l'académie de cette ville, dirigée par le mathématicien Augustin Danyzy. Avec l'approbation de son père, il rentre à Paris en 1759 pour assister aux cours de l'institut préparatoire dirigé par l'abbé Camus, et réussit le concours d'entrée à l'École du génie de Mézières.
À sa sortie de l'école en 1761, Charles-Augustin Coulomb obtient le grade de « lieutenant en premier ». Ensuite, il est commis au levé des cartes côtières de Bretagne, puis envoyé en mission à la Martinique en 1764 en tant qu'ingénieur militaire pour participer sous les ordres du lieutenant-colonel de Rochemore à la construction du fort Bourbon car, à la suite de la guerre de Sept Ans, la colonie française est désormais isolée au milieu des possessions anglaises et espagnoles. Coulomb travaille huit années à diriger les travaux et y contracte des fièvres tropicales qui rendent sa santé fragile pour le restant de sa vie. Il réalise aussi plusieurs expériences sur la résistance des maçonneries et la tenue des murs d'escarpe (soutènements), qui lui sont inspirées par les idées de Pieter van Musschenbroek sur le frottement.

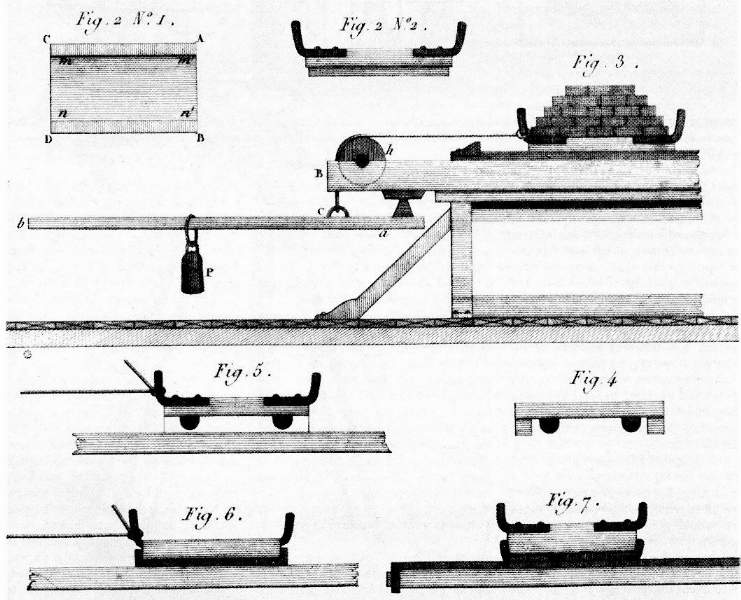
Chariot utilisé par Coulomb pour la mesure des forces de frottement.

Rapatrié en 1772 avec le grade de capitaine, il tente de renouer avec la carrière scientifique en adressant à l'Académie des sciences un mémoire rapportant l'ensemble de ses recherches, Essai sur une application des règles de maximis et de minimis à quelques problèmes de Statique relatifs à l'Architecture (1773). Coulomb y emploie le calcul différentiel pour étudier la flexion des poutres, la poussée des remblais sur les murs de soutènement, l'équilibre des voûtes en maçonnerie. 
Coulomb est affecté successivement à Cherbourg-Octeville (1774-1776), à Besançon (1777-79) et à Rochefort (1779-1780), où il est chargé de la réparation du fort de l'île d'Aix. En collaboration avec l'arsenal de Rochefort, il fait réaliser diverses expériences sur les cordages et obtient en 1781 le prix de l'Académie des sciences sur la détermination des lois du frottement et de la roideur (raideur) des cordes, distinction qui est suivie de son élection à l'Académie.
Choisi en tant qu'expert pour l'extension du port de Saint-Malo, il est nommé à la suite de son rapport intendant des eaux et fontaines de France sur la recommandation du comte d'Angiviller en 1784, puis promu en 1786 lieutenant-colonel. La Révolution ne met sa position en péril qu'à partir de 1791. Sous la Terreur, il se réfugie prudemment avec son collègue Jean-Charles de Borda dans la région de Blois, abandonnant ses biens à Paris. Il rentre dans la capitale sous le Directoire et, les quatre dernières années de sa vie, il occupe à la demande de Bonaparte le poste d'inspecteur général de l'instruction publique, sous le ministère Fourcroy.

## Œuvres
Ingénieur de formation, il est surtout physicien. Il publie sept traités sur l'électricité et le magnétisme, et d'autres sur le phénomène de torsion, les frottements solides, etc.

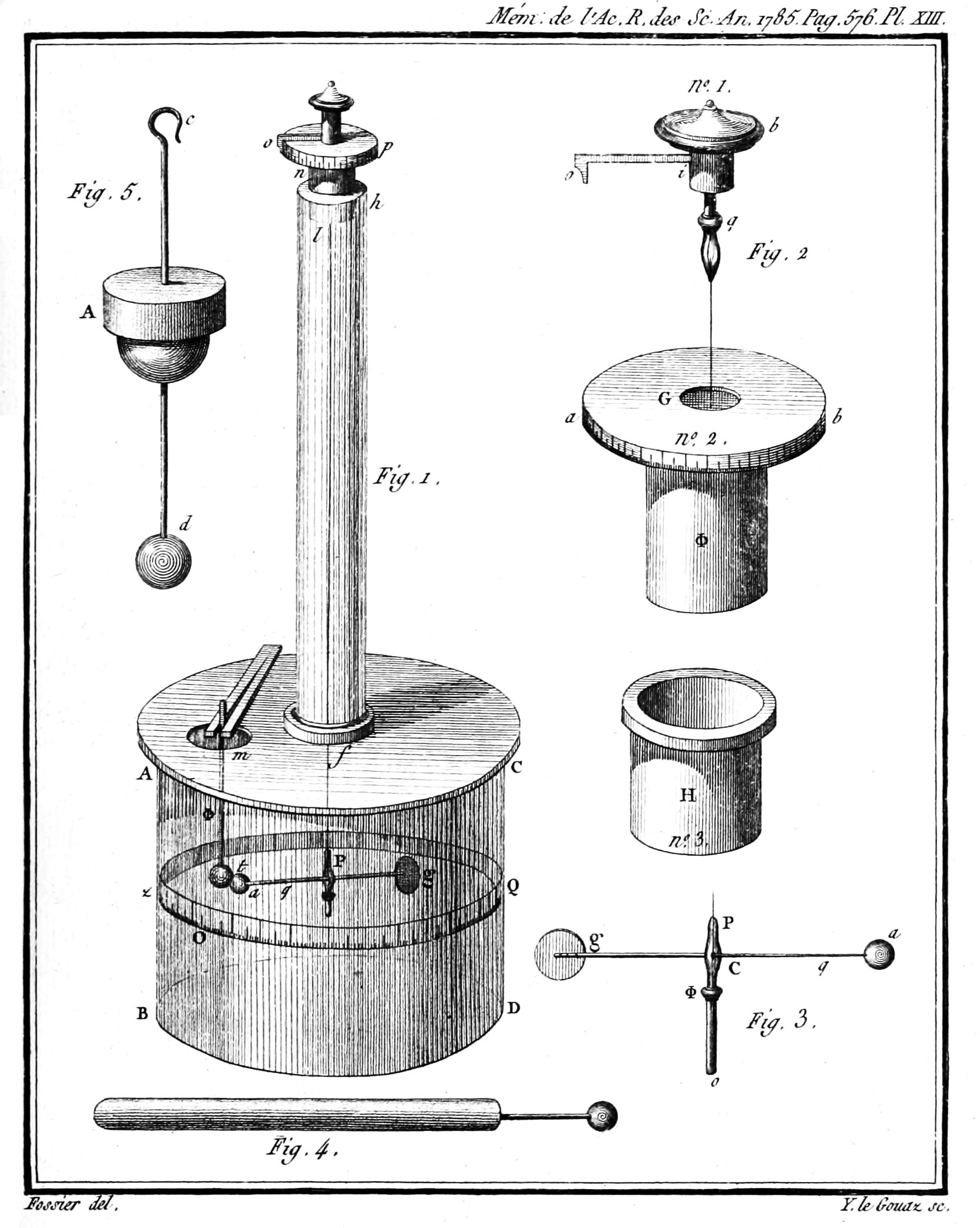
La balance de torsion de Coulomb (gravure des Mémoires de l'Académie des Sciences), 1784).

- Expérimentateur très rigoureux, pratiquement toutes ses recherches expérimentales ont été sanctionnées favorablement et intégrées sans grande modification à la physique classique et à l'ingénierie mécanique : lois du frottement, poussée des terres sur les murs de soutènement, « roideur » des câbles, stabilité des voûtes.
- Ses recherches sur le travail mécanique, humain et animal, préfigurent les études de Gaspard de Prony et au-delà, préparent le taylorisme.
- Son Mémoire sur le service des officiers du corps du génie (1776) a été mis à profit par le comte de Saint-Germain pour réorganiser cette arme à la fin des années 1780.
- Coulomb est toutefois surtout connu pour les expériences historiques qu'il a réalisées à l'aide d'une balance de torsion appelée « balance de Coulomb » pour déterminer la force qui s'exerce entre deux charges électriques (loi portant son nom).
  - [1787] « Cinquième mémoire sur l'électricité » (lu en 1787), Mémoires de l'académie royale des sciences,‎ 1787 / 1789, p. 421-469 (lire en ligne [sur biodiversitylibrary.org]).
  - [1788] « Sixième mémoire sur l'électricité » (lu en 1788), Mémoires de l'académie royale des sciences,‎ 1788 / 1791, p. 617-705 (lire en ligne [sur biodiversitylibrary.org]).

Membre de l'Académie des sciences, on a de lui des Mémoires et des Recherches sur les moyens d'exécuter sous l'eau des travaux hydrauliques, 1779.

## Hommages
- On a donné son nom à l'unité de charge électrique, le coulomb. Et on parle encore de « forces coulombiennes » pour désigner les forces se rapportant à l'attraction, à la répulsion, aux champs, forces, interactions de type électrostatique, magnétique, gravitationnel, et qui sont inversement proportionnels au carré de la distance ; en particulier pour les interactions électrostatiques entre charges électriques, qui peuvent être attractives ou répulsives (des charges de signes opposés s'attirent, et inversement des charges de même signe se repoussent) ; la « loi de Coulomb » décrit ces forces comme proportionnelles au produit des charges, et inversement proportionnelles au carré de la distance qui les sépare[8] ; 
on parle aussi d'explosion coulombienne, un phénomène modélisée par Fleischer, Price et Walker, en 1965, selon lequel, quand des atomes sont ionisés le long du sillage d'un atome incident (PF), si les électrons n'ont pas eu le temps de retourner vers leurs atomes d'origine, l'interaction coulombienne cause un phénomène de répulsion entre les ions créés chargés positivement. Ils sont alors déplacés en position interstitielle, avec une trace formée caractérisée par une densité atomique plus faible (à la suite du déplacement des atomes).
- Son nom est inscrit sur la tour Eiffel.
- Un timbre postal, d'une valeur de 0,20 + 0,10 franc, le représentant avec sa balance de torsion a été émis le 22 mai 1961 avec une oblitération premier jour le 20 mai à Angoulême[9].
- En 1970, l'Union astronomique internationale a donné le nom de Coulomb à un cratère lunaire.
- Un lycée d'Angoulême (lycée général technologique et professionnel), porte son nom.
- Un buste de Charles Coulomb (œuvre du sculpteur roumain Radu Marcel Moraru) se trouve devant les locaux des laboratoires de recherche de l'Institut universitaire de technologie d'Angoulême. Il s'agit d'un don fait par le professeur Radu Munteanu, recteur de l'université technique de Cluj-Napoca (Roumanie), pour témoigner de la pérennité du partenariat scientifique entre les deux établissements.
- Un laboratoire de physique porte son nom à Montpellier.
- L'astéroïde (30826) Coulomb porte son nom.